# Peter Swartling
Peter Jan Oscar Swartling, född 18 november 1964, är en svensk A&R, exekutiv producent och tidigare jurymedlem i TV-programmet Idol på TV4. 

## Bolag
Efter en tid som DJ grundade Swartling 1986 skivbolaget Ricochet Records tillsammans med Peter Severgårdh. Han grundade även managementbolaget Lifeline som representerade bland andra Titiyo, Christian Falk och Antiloop. 

## Upptäckter och lansering
Swartling har upptäckt och lanserat bland andra artisterna Petter, Jennifer Brown, Robyn och Mwuana samt låtskrivare och producenter som Redone, Jörgen Elofsson, Kara DioGuardi och Andreas Carlsson.  

## Jurymedlem i "Idol"
Från 2004 till 2007 års säsong var Swartling ordförande i juryn till talangjakten Idol på TV4 med Claes af Geijerstam (till och med Idol 2006), Kishti Tomita och Daniel Breitholtz. Swartling medverkade även i 2014 års säsong då originaljuryn gästade med jubileumsbiljetter i samband med 10-årsfirandet av Idol. Swartlings nominerade Josefine Myrberg slutade som trea. 

## Legacy of Sound
Under 1990-talet var Swartling medlem i musikgruppen Legacy of Sound, tillsammans med Meja och Anders Bagge. Gruppen hade en internationell hit med låten Happy.

## Övrigt
Under sin verksamma tid har han varit inblandad i över 110 Grammisnomineringar, varav 35 lett till vinst. Inför FIFA World Cup 2006 ansvarade han för musikprogrammet med bland annat Shakira och Wyclef Jeans Hip's Don't Lie samt Bob Sinclairs Love Generation. 